# 藍にいな
nina（ニイナ、1997年2月11日- ）は、日本のアニメーター、イラストレーター、漫画家。東京藝術大学美術学部デザイン科卒業。「藍にいな」や「べっこう飴」という名義でも活動していた。

## 経歴
東京藝術大学に入学する前は多摩美術大学に2年間在学していた。多摩美術大学在学中にSNSでイラストや漫画などの公開を開始し、SNSで公開された漫画は加筆修正の上で2018年5月8日に『セキララマンガ 眠れぬ夜に届け』として祥伝社から出版された。東京藝術大学在学中には、Maison book girlの「闇色の朝」やYOASOBIの「夜に駆ける」のミュージックビデオを手掛けている。
2022年7月21日には初の作品集『羽化』を発売した。
2023年3月23日にYOASOBIのAyaseとの交際が『文春オンライン』で報じられ、24日深夜には交際を認める投稿を双方のSNSで行った。11月にアーティストネームを「藍にいな」から「nina」に変更した。

## 作品

### 楽曲
- 藍にいな
  - 「カフェラテと細胞」[9]

### ミュージックビデオ
- Ayase
  - 「HERO」[10]
- Ado
  - 「私は最強」[11]
- DISH//
  - 「あたりまえ」[12]
- Hey! Say! JUMP
  - 「千夜一夜」[13]
- Maison book girl
  - 「闇色の朝」[4]
- Omoinotake
  - 「惑星」[14]
  - 「One Day」[15]
- YOASOBI
  - 「夜に駆ける」[4]
  - 「ツバメ」[16]
- 太田裕美
  - 「木綿のハンカチーフ」[17]
- 道尾秀介
  - 「HIDE AND SECRET」[18]
- オリヴィア・ロドリゴ
  - 「ドライバーズ・ライセンス」 - 日本版アニメミュージックビデオ[19]
- センチミリメンタル
  - 「nag」[20]
- ツミキ feat. 鈴木愛理
  - 「shampoo」[21]
- マカロニえんぴつ
  - 「好きだった（はずだった ）」[22]
- 山下達郎
  - 「さよなら夏の日」[23]
- 米津玄師
  - 「カナリヤ」- アニメーション部分[23]

### イラスト
- 舞台『SHELL』 - メインビジュアルイラスト[24]
- テレビドラマ『うちの弁護士は手がかかる』 - 台本イラスト[25]

### 漫画
- 『セキララマンガ 眠れぬ夜に届け』（2018年5月8日、祥伝社、ISBN 978-4-396-79120-9）[5]

### 作品集
- 『羽化 藍にいな作品集』（2022年7月21日、芸術新聞社、ISBN 978-4-87586-638-1）[13]

### その他
- 日本テレビ系列『ダウンタウンDX』 - 「DOWN TOWN DX PLAY BACK 30TH」キャンペーン限定Tシャツ[26]